# Itterajivit
Itterajivit (západogrónsky Ittaajimmiut, zastarale Igterajivit nebo Ítâjímiut, dánsky Kap Hope) je zaniklá osada v kraji Sermersooq na západním pobřeží Grónska, asi 14 km jihozápadně od Ittoqqortoormiitu. Zanikla v roce 2005, takže to byla poslední přeživší osada na poloostrově Liverpool mimo Ittoqqortoormiit. Objevila se v jednom dílu kanadského seriálu Departures.